# Dinera sichuanensis
Dinera sichuanensis là một loài ruồi trong họ Tachinidae.